# Thoa River
Thoa River är ett vattendrag i Kanada.   Det ligger i territoriet Northwest Territories, i den centrala delen av landet, 2 800 km nordväst om huvudstaden Ottawa. Thoa River ligger vid sjön Hill Island Lake.
Trakten runt Thoa River är nära nog obefolkad, med mindre än två invånare per kvadratkilometer.